# Why Do Fools Fall in Love (album Diana Ross)
Why Do Fools Fall in Love è un album della cantante statunitense Diana Ross, pubblicato dalle etichetta discografiche Capitol (Europa) e RCA (Nord America) nel 1981. È il primo album pubblicato dalla cantante dopo aver abbandonato l'etichetta Motown per la quale aveva debuttato con le Supremes, ed aver firmato un contratto da 20 milioni di dollari per passare alla RCA.
L'album è prodotto dalla stessa artista.
L'uscita del disco era stata preceduta da quella di Endless Love, contenente il brano interpretato dalla Ross in duetto con Lionel Richie, che nell'album è presente in versione solista. Dal lavoro vengono successivamente tratti, tra il 1981 e l'anno seguente, altri quattro singoli, che, considerando entrambe le facciate, contengono tutti gli altri brani dell'album oltre a quello citato in precedenza.

## Tracce

### Lato A
1. Why Do Fools Fall in Love
2. Sweet Surrender
3. Mirror, Mirror
4. Endless Love

### Lato B
1. It's Never Too Late
2. Think I'm in Love
3. Sweet Nothings
4. Two Can Make It
5. Work That Body